# Данилов, Дмитрий Петрович
Дмитрий Петрович Данилов (1789—1871) — генерал-лейтенант, Полоцкий комендант, вице-директор департамента Военных поселений.
Родился в 1789 году, образование получил во 2-м кадетском корпусе, откуда в 1805 году выпущен подпоручиком в Артиллерийский полк.
Данилов принимал участие во многих войнах и походах эпохи императора Александра I.
Во время кампании 1806—1812 годов против турок он 17 и 18 декабря 1806 года принимал участие в сражении при Измаиле, а также при осаде этой крепости и производившихся из неё вылазках. 29 августа 1809 года он был в сражении при Фрейсине; затем при бомбардировании Туртукайских укреплений и крепости Силистрии, а также при бомбардировании крепости Рущука и её штурме в 1810 году. В 1811 году он был в составе войск при обратном их следовании в пределы России.
В 1812 году, во все время Отечественной войны, Данилов также был при армии; за отличие в Бородинском сражении он был награждён орденом св. Владимира 4-й степени с бантом и в тот же день (26 августа) удостоился золотого оружия с надписью «За храбрость». По оставлении Москвы он принимал деятельное участие в делах и боях при Тарутине, Малоярославце, Красном, и при преследовании неприятеля до Вильно. За отличия он в конце 1812 года был произведён в подполковники.
В 1813 году он находился при блокаде Замостья и командуя особым отрядом производил отпор вылазкам из крепости.
В 1815 году Данилов был в заграничном походе через Силезию, Саксонию и Баварию; перешел Рейн у Липенгейма, вступил, таким образом, в пределы Франции, и, дойдя до полей Шампани, где принял участие в генеральном смотре войск союзников по шестой коалиции и затем возвратился в пределы России.
Находясь при полку, впоследствии переименованном в 11-ю артиллерийскую бригаду и потом в батарейную роту, Данилов переводился затем, по воле начальства, в другие батарейные роты для лучшего ознакомления с различными условиями службы, везде заявил себя опытным и знающим дело офицером. 25 декабря 1828 года он за беспорочную выслугу 25 лет в офицерских чинах был награждён орденом св. Георгия 4-й степени (№ 4211 по кавалерскому списку Григоровича — Степанова), в том же году получил чин полковника. В 1829 году он был назначен начальником работ, предпринятых в для поселения Полоцкого и Елецкого пехотных полков.
В 1831 году, при возмущении поляков в Полоцке и его окрестностях Данилов, состоя в должности Полоцкого коменданта, с особенной энергией приводил в исполнение свои меры для прекращения восстания, грабежей, разбоев и распространения холеры, за что удостоился особой благодарности от местного генерал-губернатора князя Хованского. За свою административную деятельность Данилов получил прибавочное жалованье, по 1000 рублей ассигнациями в год, пока будет состоять на службе. Сверх того, за деятельные труды по устройству в Полоцке зданий для кадетского корпуса и кафедрального собора, ему было дано, единовременно, три тысячи рублей. За другие технические сооружения, в 1840 году ему пожалована денежная аренда по 800 рублей в год, и даны, неоднократно, единовременные пособия.
За отличие по службе он был в 1844 году произведён в генерал-майоры и в 1855 году — в генерал-лейтенанты. 17 августа 1844 года он был назначен вице-директором Департамента Военных поселений; 7 октября 1856 года отчислен от этой должности и оставлен состоять по Департаменту Военных поселений. Здесь ему представилась деятельность по хозяйственной части при штабе Военных поселений. Много раз, за отсутствием директора Департамениа Военных поселений, Данилов управлял его делами, и всегда отличался умелой распорядительностью; он же был назначен председателем комиссии по пересмотру правил для составления смет и условий на строительные работы по военным поселениям. Он был награждён всеми орденами до св. Анны 1-й степени включительно.
Генерал Данилов скончался 18 мая 1871 года.